# Luis Pascual Tàrrega
Lluís Pascual Tàrrega (Puçol, 14 de juliol de 1968) és un exfutbolista i entrenador valencià. Com a jugador ocupava la posició de porter.

## Trajectòria
Va desenvolupar gairebé tota la seua carrera esportiva a les files del Vila-real CF, amb qui va jugar 109 partits entre 1992 i 1999. Va ser titular a les campanyes 95/96 i 96/97, mentre que en la temporada de debut a primera divisió dl'equip groguet va romandre inèdit, en ser el tercer porter per darrere de Palop i Lainez.
Després de penjar els guants, ha seguit vinculat al món del futbol com a entrenador de porters en els diferents equips del València CF.